# مسافة موسيقية

Octave juste do

المسافة الموسيقية هي البعد الفاصل بين نغمة، وأخرى، أو بعد وبعد آخر. أنواع المسافة : مسافة كبيرة وصغيرة، زائدة وناقصة وتامة . ويوجد ثمانية مسافات موسيقية.
و بهذا يكون ترتيب الأبعاد ضمن الأوكتاف دو -دو جواب كالتالي :
بعد، بعد، نصف بعد، بعد، بعد، بعد، نصف بعد.
هذا الترتيب نفسه هو الذي يعرّف سلم الدو الكبير (ماجور) والذي يعرف عند العرب باسم مقام العجم.
اوكت باللغة اللاتينيه تعني ثمانيه. وفي الموسيقى كلمة اوكتاف تعني المسافة بين النغمة الأولى والنغمة الثامنة في التتابع بين درجات السلم.

## اقرأ أيضا
- موسيقى غربية
- موسيقى عربية
- موسيقى مصرية